# Спрінг-Веллі (Іллінойс)
Спрінг-Веллі (англ. Spring Valley) — місто (англ. city) в США, в окрузі Бюро штату Іллінойс. Населення — 5582 особи (2020).

## Географія
Спрінг-Веллі розташований за координатами 41°19′23″ пн. ш. 89°11′1″ зх. д. / 41.32306° пн. ш. 89.18361° зх. д. (41.323062, -89.183699).  За даними Бюро перепису населення США в 2010 році місто мало площу 19,34 км², з яких 19,09 км² — суходіл та 0,25 км² — водойми.

## Демографія
Згідно з переписом 2010 року, у місті мешкало 5558 осіб у 2252 домогосподарствах у складі 1462 родин. Густота населення становила 287 осіб/км².  Було 2449 помешкань (127/км²).
Расовий склад населення:
| - 90,4 % — білих - 1,4 % — чорних або афроамериканців - 0,6 % — азіатів - 0,3 % — корінних американців - 5,5 % — осіб інших рас |

До двох чи більше рас належало 1,8 %. Частка іспаномовних становила 13,9 % від усіх жителів.
За віковим діапазоном населення розподілялося таким чином: 23,8 % — особи молодші 18 років, 59,6 % — особи у віці 18—64 років, 16,6 % — особи у віці 65 років та старші. Медіана віку мешканця становила 40,3 року. На 100 осіб жіночої статі у місті припадало 92,1 чоловіків;  на 100 жінок у віці від 18 років та старших — 89,6 чоловіків також старших 18 років.
Середній дохід на одне домашнє господарство  становив 59 068 доларів США (медіана — 43 583), а середній дохід на одну сім'ю — 75 950 доларів (медіана — 60 250). Медіана доходів становила 49 132 долари для чоловіків та 31 250 доларів для жінок. За межею бідності перебувало 13,4 % осіб, у тому числі 19,8 % дітей у віці до 18 років та 8,4 % осіб у віці 65 років та старших.
Цивільне працевлаштоване населення становило 2514 особи. Основні галузі зайнятості: освіта, охорона здоров'я та соціальна допомога — 22,3 %, роздрібна торгівля — 17,5 %, виробництво — 16,1 %.